# ショートレッグド・インディアン・ドッグ
ショートレッグド・インディアン・ドッグ（英：Short-Legged Indian Dog）は、北米大陸原産の犬種である。

## 歴史
古くからネイティブアメリカンと共に北米大陸に根付いていた、謎のインディアン部族専用犬種である。初期のスペインから来た北米大陸冒険隊によって発見され、詳しく研究が行なわれた。しかし、それ以前の生い立ちや来歴の多くを特定することは出来なかった。
主に物の運搬の手伝いや狩猟、集落の番をするのに用いられていた。物の運搬は主人のもとへ指示された物を選んで運んでくることで、今で言うレトリーバーと同じような働きである。水上や水中へ物を落としてしまっても、泳いで潜水し、取りに行くことも出来た。猟犬としては、ビーバーやウッドチャックを狩っていた。狩り方はいわゆる地中猟で、テリアと同じような方法で行なった。巣の中に潜ってビーバーやウッドチャックと戦い、倒して引っ張り出してくるのである。ちなみに、この使役柄や、カヌーで移動することが多かったため、短足に改良されたのではないかと推定されている。番犬としてはもちろん不審者や外部の人の来村を知らせるために使われた。このほか、女性にはペットとしても飼育されていた。
その後北米大陸が白人によって支配されるようになると、ショートレッグドも主人と共に迫害を受けるようになり、頭数は激減していった。中には主人の命を守るために勇敢に立ち向かい、銃で撃ち殺され命を失う犬も少なくなかった。逆に主人を失い、野良暮らしを強いられた犬たちは何とか生き延びることが出来たものの、他犬種と自然交雑することにより段々純血の子孫がいなくなり、19世紀末に絶滅し、完全に消滅してしまった。復刻計画等は立てられていない。

## 特徴
その名の通り、短足で胴の長い犬種である。頭部はやや大きく、セントハウンドタイプの頭部を持つ。眼光は鋭く、耳は垂れ耳。首も短めで、胸は広い。筋肉質の引き締まった体つきで、胴は頑丈で足腰は丈夫である。尾は飾り毛の少ない垂れ尾。コートはショートコートで、毛色はホワイトを地としてブラウンの斑が入ったもの。性格は比較的内向的だが温和で忠実、警戒心が強い。狩りの際は勇猛果敢になる。状況判断力が優れ、とても賢い犬であったといわれている。